# Con los ojos cerrados
Con los ojos cerrados (en italiano: Con gli occhi chiusi) es una película dramática italiana dirigida por Francesca Archibugi y basada en la novela con el mismo nombre escrita por Federigo Tozzi.
Por su actuación Marco Messeri ganó el Nastro d'argento para el mejor actor secundario.

## Reparto
- Debora Caprioglio: Ghisola, adulta
- Marco Messeri: Domenico
- Stefania Sandrelli: Anna
- Alessia Fugardi: Ghisola, edad joven
- Gabriele Bocciarelli: Pietro,edad joven
- Ángela Molina: Rebecca
- Fabio Modesti: Pietro, adulto
- Sergio Castellitto: Alberto
- Margarita Lozano: Masa
- Laura Betti: Beatrice
- Nada:  Cantora